# مؤسسة بشم فروش (ملاثاني)
مؤسسة بشم فروش (بالإنجليزية: Moasseseh-ye Pashem Farush)‏ هي منطقة سكنية تقع في إيران في قسم ملاثاني الريفي.